# Challenger de Punta Cana 2025
El torneo Copa Cap Cana 2025, denominado por razones de patrocinio Republica Dominicana Open, Copa Cap Cana Ciudad Destino fue un torneo de tenis perteneció al ATP Challenger Tour 2025 en la categoría Challenger 175. Se trató de la 1ª edición; el torneo tuvo lugar en la ciudad de Punta Cana (República Dominicana), desde el 11 hasta el 16 de marzo de 2025 sobre pista dura al aire libre.

## Jugadores participantes del cuadro de individuales
| Preclasificado | País                    | Jugador                 | Rank1 | Posición en el torneo |
| 1              | Bandera de Francia      | Alexandre Müller        | 44    | Semifinales           |
| 2              | Bandera de Argentina    | Tomás Martín Etcheverry | 45    | Cuartos de final      |
| 3              | Bandera de Serbia       | Miomir Kecmanović       | 49    | Cuartos de final      |
| 4              | Bandera de Bélgica      | David Goffin            | 56    | Segunda ronda         |
| 5              | Bandera de Francia      | Jakub Menšík            | 57    | Semifinales           |
| 6              | Bandera de Francia      | Benjamin Bonzi          | 62    | Segunda ronda         |
| 7              | Bandera de Italia       | Mattia Bellucci         | 70    | Primera ronda         |
| 8              | Bandera del Reino Unido | Cameron Norrie          | 77    | Primera ronda         |

- 1 Se ha tomado en cuenta el ranking del 3 de marzo de 2025.

### Otros participantes
Los siguientes jugadores recibieron una invitación (wild card), por lo tanto ingresan directamente al cuadro principal (WC):
- Roberto Cid Subervi
- Miomir Kecmanović
- Rodrigo Pacheco

Los siguientes jugadores ingresan al cuadro principal tras disputar el cuadro clasificatorio (Q):
- Cristian Garín
- Billy Harris
- Constant Lestienne
- Tristan Schoolkate
- Sho Shimabukuro
- Coleman Wong

## Campeones

### Individual Masculino
- Aleksandar Kovacevic derrotó en la final a  Damir Džumhur por 6–2, 6–3

### Dobles Masculino
- Gonzalo Escobar /  Diego Hidalgo derrotaron en la final a  Petr Nouza /  Patrik Rikl por 7–6(5), 6–4